# Saint-Aignan (Tarn-et-Garonne)
Saint-Aignan ist eine französische Gemeinde mit 407 Einwohnern (Stand: 1. Januar 2022) im Département Tarn-et-Garonne in der Region Okzitanien (vor 2016: Midi-Pyrénées). Sie gehört zum Arrondissement Castelsarrasin und zum Kanton Beaumont-de-Lomagne (bis 2015: Kanton Saint-Nicolas-de-la-Grave). Die Einwohner werden Saint-Aignanois genannt.

## Geografie
Saint-Aignan liegt etwa 24 Kilometer westsüdwestlich von Montauban und etwa vier Kilometer südwestlich von Castelsarrasin an der Garonne. Umgeben wird Saint-Aignan von den Nachbargemeinden Castelsarrasin im Norden und Osten, Castelferrus im Süden und Südosten sowie Castelmayran im Süden und Westen.

## Bevölkerungsentwicklung
| 1962                       | 1968 | 1975 | 1982 | 1990 | 1999 | 2006 | 2017 |
| 304                        | 314  | 302  | 321  | 393  | 409  | 413  | 405  |
| Quellen: Cassini und INSEE |      |      |      |      |      |      |      |

## Sehenswürdigkeiten
- Kirche Saint-Jean-Baptiste aus dem 16. Jahrhundert, Monument historique

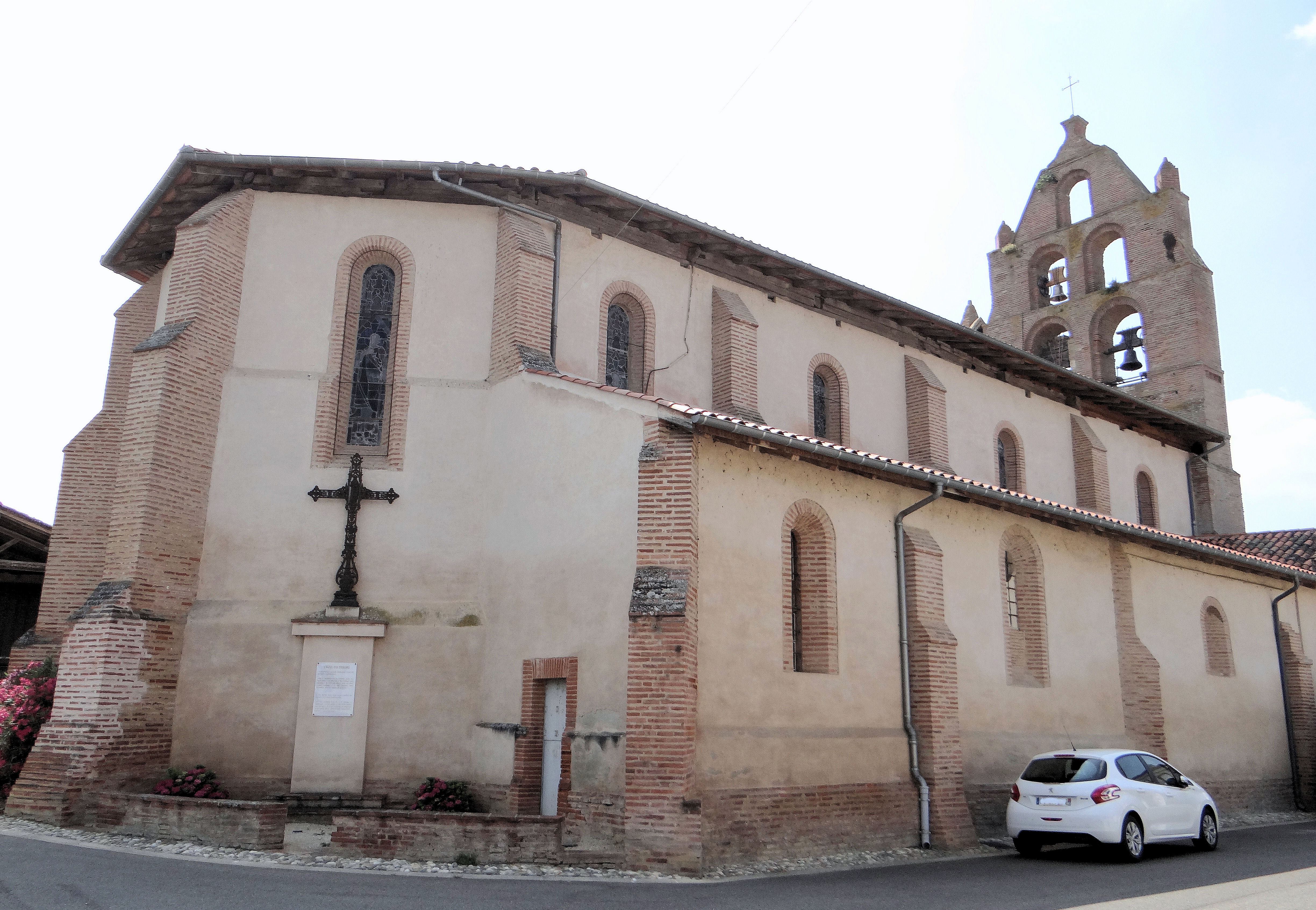
Kirche Saint-Jean-Baptiste